# Pelambaian
Pelambaian is een bestuurslaag in het regentschap Kampar van de provincie Riau, Indonesië. Pelambaian telt 1400 inwoners (volkstelling 2010).